# HD 109271
HD 109271 är en ensam stjärna belägen i den mellersta delen av stjärnbilden Jungfrun. Den har en skenbar magnitud av ca 8,05 och kräver åtminstone en stark handkikare eller ett mindre teleskop för att kunna observeras. Baserat på parallax enligt Gaia Data Release 2 på ca 17,9 mas, beräknas den befinna sig på ett avstånd på ca 182 ljusår (ca 56 parsek) från solen. Den rör sig närmare solen med en heliocentrisk radialhastighet på ca -5 km/s.

## Egenskaper
HD 109271 är en gul till vit stjärna i huvudserien av spektralklass G5 V. Den har en massa som är ungefär en solmassa, en radie som är ca 1,4 solradier och har ca 2 gånger solens utstrålning av energi från dess fotosfär vid en effektiv temperatur av ca 5 800 K.

## Planetsystem
Under åren 2003 till 2012 var HD 109271  under bevakning av HARPS (High precision Radial Velocity Planet Searcher). År 2012 kunde identifieras två excentriska, heta exoplaneter med massa liknande en Neptunusmassa genom mätning av radialhastighet. De publicerades i januari 2013. Dessa är nära en 1:4-resonans. Konstellationen liknar HD 69830. En tredje planet av Neptunus’ storlek antogs finnas i Venus-zonen baserat på utvunna data.
| Planet         | Massa            | Halv storaxel (AE) | Siderisk omloppstid (d) | Excentricitet | Inklination | Radie |
| -------------- | ---------------- | ------------------ | ----------------------- | ------------- | ----------- | ----- |
| b              | 0,054±0,0,004 MJ | 0,079±0,001        | 7,8543±0,0009           | 0,25±0,08     | -           | -     |
| c              | 0,076±0,0,007 MJ | 0,196±0,003        | 30,93±0,02              | 0,15±0,09     | -           | -     |
| d (obekräftad) | >1,3 neptune MJ  | 1                  | 430                     | 0,36          | -           | -     |